# Shirak Records
La Shirak Records (o semplicemente Shirak) è stata una casa discografica italiana, attiva negli anni settanta e ottanta.

## Storia
Dopo l'esperienza con i Circus 2000, il batterista Johnny Betti decise di fondare una casa discografica, pur continuando l'attività musicale nel gruppo di jazz rock dei Living life.
Nacque così la Shirak, distribuita dapprima dalla Vedette ed in seguito dalla Panarecord.
Il responsabile della promozione era Raoul Mencherini.
Nel corso della sua attività la casa discografica spaziò su vari generi, dal folk di gruppi come La Lionetta ai cantautori come Carlo Credi, dalla disco music di Chrissy G alla new wave dei Blind Alley.
Alla fine degli anni '80, dopo lo spostamento della sede dall'originaria via dei Mercanti a piazza Emanuele Filiberto 15, la Shirak cessa l'attività.

## Dischi
La datazione qui riportata si basa sull'etichetta del disco o sulla copertina; qualora nessuno di questi elementi abbia una datazione, è basata sulla numerazione del catalogo; talora è, infine, basata sul codice della matrice di stampa. Se esistenti, sono riportati, oltre all'anno, il mese e il giorno (quest'ultimo dato si trova, a volte, stampato sul vinile).
La catalogazione della Shirak, a partire dal 1978, è composta dalla lettera S, di Shirak, e dalla iniziali dell'artista (ad esempio, SLL per i Living Life o SCG per Christine Greaves), mentre la numerazione è progressiva; a partire dal 1983 invece i numeri di catalogo hanno come prime due cifre le finali dell'anno (un disco pubblicato nel 1987 inizia quindi per 87). La lettera iniziale C indica gli album compilation (almeno due nel 1984, uno per la new wave con sigla CNW e l'altro per l'heavy metal con sigla CHM).

### 33 giri
| Numero di catalogo | Anno | Interprete                                              | Titoli                                     |
| ------------------ | ---- | ------------------------------------------------------- | ------------------------------------------ |
| LL 001             | 1975 | Living life                                             | Let: from experience to experience         |
| LL 002             | 1976 | Carlo Credi                                             | Chi è Carlo Credi?                         |
| SGC 3303           | 1978 | Giulio Camarca e Trinidad                               | Samba de amigo                             |
| SLN 3304           | 1979 | La Lionetta                                             | Danze e ballate dell'area celtica italiana |
| SCG 3305           | 1979 | Chrissy G                                               | Love Filters                               |
| SFM 3306           | 1979 | Fabio Martoglio                                         | Fabio Martoglio                            |
| SLN 3307           | 1981 | La Lionetta                                             | Il gioco del diavolo                       |
| SLL 3308           | 1981 | Living life                                             | Mysterious dream                           |
| SSK 3309           | 1981 | Siskin                                                  | Lament of Owen Roe O'Neill                 |
| SBC 83023          | 1983 | Burabaciu                                               | Lucrezia                                   |
| GS 83024           | 1983 | Gasoline                                                | Through the light                          |
| JR 83029           | 1983 | Philadelphia Jerry Ricks e Giulio Camarca               | Been there before                          |
| BF 83030           | 1983 | Fabio Martoglio                                         | La vita è vivere                           |
| RT 8433            | 1984 | Riccardo Tesi                                           | Il ballo della lepre                       |
| GW 8437            | 1984 | Gow                                                     | Pel gow mr. Tippel                         |
| CNW 8440           | 1984 | Artisti vari (Funky Lips, Avantgarde e altri)           | Tracce                                     |
| CHM 8548           | 1985 | Artisti vari (Elektradrive, Shining Blade, Ira e altri) | Heavy Metal Made in Italy                  |
| WT 8601            | 1986 | Wayne Tooker                                            | I Grew Up Dreaming To Be A Cowboy          |
| ML 8801            | 1988 | Malbruk                                                 | Malbruk                                    |

### 45 giri
| Numero di catalogo | Anno | Interprete       | Titoli                                  |
| ------------------ | ---- | ---------------- | --------------------------------------- |
| SLF 4504           | 1979 | Life Force       | Mama Sue/Together again                 |
| SBN 4506           | 1979 | Ben Norman       | Got to be/Too many lovers               |
| SCG 4507           | 1979 | Chrissy G        | Changes/Questions                       |
| SFM 4508           | 1979 | Fabio Martoglio  | Dolcemente io ti amo/Matto più di te    |
| SRC 4509           | 1979 | Robbie Chard     | A song for Cherie/Searching             |
| SRF 4514           | 1979 | Rocky's Filj     | Astrocar/Come una nuvola                |
| SRC 4515           | 1979 | Robbie Chard     | Searching/My life to be free            |
| SHO 4516           | 1979 | Horus            | Respiro/Stelle di battaglia             |
| SKA 4518           | 1980 | Kitrà            | Ulè ulè/Hotel de la plage               |
| SFM 4519           | 1981 | Fabio Martoglio  | Eri bella/Cantando posso dirti          |
| SBD 83021          | 1983 | Blind Alley      | Whistle march/I was dreaming            |
| GW 83027           | 1983 | Gow              | This is love for my friends/I'm ready   |
| NG 83032           | 1983 | Nuage            | Roads/Difficult years                   |
| TD 84034           | 1984 | Tommy De Chirico | Close your eyes/Flower into the factory |
| LN 84035           | 1984 | Lionetta Scena   | Marianna rock/La tigre della Malaysia   |

### Mix
| Numero di catalogo | Anno | Interprete | Titoli                    |
| ------------------ | ---- | ---------- | ------------------------- |
| SBN 452 MIX        | 1980 | Ben Norman | Got to be/Too many lovers |